# Ácido lipoteicoico
El ácido lipoteicoico (LTA por sus siglas en inglés) es uno de los principales componentes de la pared celular de las bacterias grampositivas. Su estructura es variable según las especies de las bacterias y puede contener cadenas largas de ribitol o de fosfato de glicerol. El LTA está anclado a la membrana celular a través del diacilglicerol. Actúa como regulador de la actividad autolítica de las enzimas muramidasas, que participan en el proceso de renovación de la pared celular bacteriana. Tiene propiedades antigénicas y es capaz de estimular la respuesta inmune. 

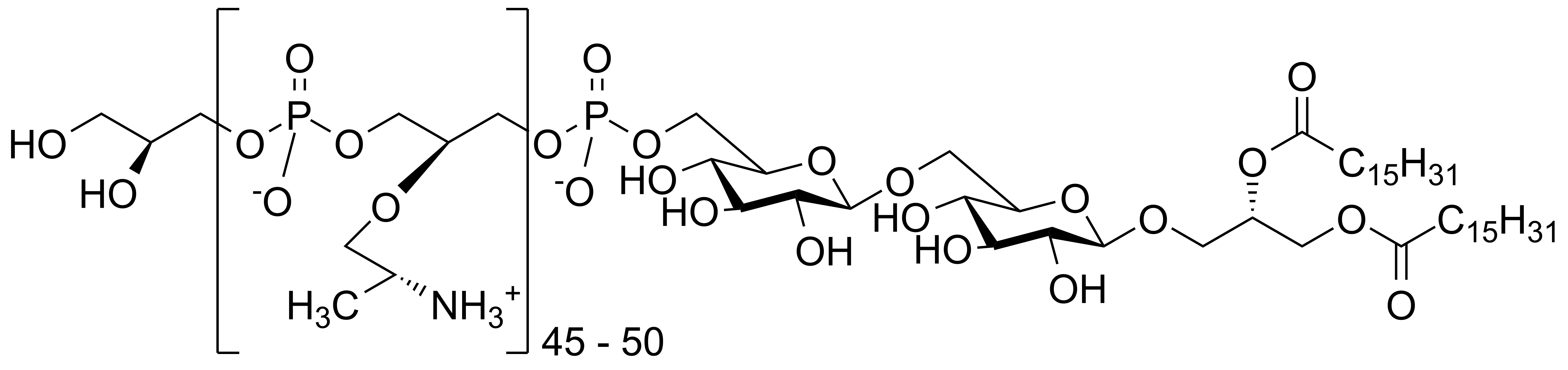
Estructura de los polímeros del ácido lipoteicoico

El LTA es el mismo polímero que el ácido teicoico, pero en una punta está unido al fosfato de un fosfolípido. Esa parte lipídica está insertada en la bicapa lipídica, es decir, dentro de la membrana plasmática.
La función del ácido lipoteicoico es regular o modular la biosíntesis de la mureína.
El LTA puede ser considerado un factor de virulencia.